# International Lyme and Associated Diseases Society
International Lyme and Associated Diseases Society (ILADS) är ett nätverk med intressenter kring borreliainfektion och dess följder. Deras slutsatser och behandlingsrekommendationer är kontroversiella.

## Uppgift
ILADS anger sin uppgift vara, att som ett icke vinstdrivande internationellt medicinskt sällskap på tvärvetenskaplig grund verka för ändamålsenlig diagnostik och behandling av borreliainfektion och sjukdomar som har samband med den. Detta skall ske via forskning, utbildning och informationsinsatser.
Föreningens rekommendationer vid handläggning av borreliainfektion omfattar antibiotikaprofylax efter känt fästingbett, vikten av behandling av erythema migrans och behandling av patienter med kvarstående tecken på borreliainfektion (Lymes sjukdom), vad på svenska oftast benämns som kronisk borrelios.
ILADS är nära knutet till och anger sig som systerorganisation till International Lyme and Associated Diseases Education Foundation (ILADEF), vilka anger utbildning kring borreliainfektion och dess följdsjukdomar som sin huvuduppgift utan att ge närmare upplysningar om det på sin hemsida.

## Målsättning och verksamhet
Målsättningen anges i fyra punkter avseende borreliainfektion och dess följdsjukdomar
- förbättra läkares och sjukvårdspersonals förståelse för sjukdomen
- skaffa överblick, granska, utveckla och genomföra program som förbättrar handläggning av sjukdomen
- utveckla standardiserade behandlingsmetoder för sjukdomen
- skaffa överblick, utveckla undervisningsmaterial och genomföra program för stöd till sjukvårdsverksamma för behandling av sjukdomen

Verksamheten beskrivs dels i sammanfattande information på föreningens hemsida och med hänvisning till "Evidence assessments and guideline recommendations in Lyme disease: the clinical management of known tick bites, erythema migrans rashes and persistent disease", som i sin tur anger 213 hänvisningar av skiftande karaktär. Därutöver anordnas kurser och man deltar i konferenser samt verkar som opinionsbildare.

## Kontroversiellt
ILADS konklusioner och rekommendationer är kontroversiella både angående begreppet kronisk borreliainfektion (chronic Lyme disease) och de långa behandlingstiderna som inte överensstämmer med vad övrig infektionsexpertis anför.

### Kronisk borreliainfektion
Symtomen på kronisk borreliainfektion framgår inte tydligt i ILADS riktlinjer utan de kan vara mycket divergerande och vara oberoende av resultat från laboratorieanalyser. Diagnosen förefaller i första hand vara en så kallad uteslutningsdiagnos och den är också oberoende av eventuell tidigare antibiotikabehandling, som skett enligt de rekommendationer som ges av såväl Centers for Disease Control and Prevention (CDC) som USA:s infektionsläkarförening, Infectious Disease Society of America (IDSA). Enligt riktlinjerna är risken stor för att det finns kvar levande bakterier hos personen oavsett symtom eller inte. Man har emellertid inte på ett tillfredsställande sätt kunnat stärka sina hypoteser om diagnosen och begreppet kronisk borreliainfektion har sedan lång tid tillbakavisats av utomstående.

### Antibiotikabehandling
ILADS rekommenderar omgående behandling med bredspektrumantibiotikum efter konstaterat fästingbett med i första hand doxycyklin under 20 dagar, medan man vid hudutslaget erythema migrans förordar 4-6 veckors behandling med doxycyklin, amoxicillin eller cefuroxim. Alternativt kan 21 dagars behandling med azitromycin användas. Alla patienter skall kontrolleras efter behandlingskuren och eventuellt skall den förlängas. Vid kvarstående symtom på kronisk borreliainfektion rekommenderas ytterligare behandling. Vad som då rekommenderas framgår inte helt klart från riktlinjerna och diskussion kring biverkningar hos patienten vid långtidsbehandling liksom utveckling av antibiotikaresistens saknas i stort sett.